# Чемпионат Европы по русским шашкам среди мужчин
Чемпионат Европы по русским шашкам среди мужчин — международное соревнование по шашкам, которое проводится под эгидой Всемирной федерацией шашек ФМЖД с 2007 года. Турнир проводится в классическом формате и в формате блиц. В 2010 году добавился формат быстрые шашки. Проводится по швейцарской системе в несколько раундов. Каждый раунд представляет собой микроматч из двух игр. За победу в микроматче даётся 2 очка, за ничью 1, за поражение 0. Место занятое участником определяется по количеству набранных очков. При их равенстве применяются дополнительные критерии, определённые в регламенте официальных соревнований Секции-64 ФМЖД-IDF. Могут проводятся по двум вариантам: классические шашки и турниры с выборочным жребием (с жеребьевкой начальных ходов и позиций). Во втором варианте перед началом каждого матча путём жребия определяются первые ходы, которые обязательно должны совершить соперники. После установленной таким образом начальной позиции соперники должны продолжить игру. В следующей игре шашист, игравший эту позицию за белых, играет её за чёрных и наоборот. Результат встречи двух шашистов определяется по результатам сыгранных в нём партий. Существует также вариант «летающие» шашки, в котором по одной шашке у каждой стороны в начальной позиции занимают какое-либо иное положение.
До 11 октября 2015 года Международная федерация шашек (IDF) являлась юридическим лицом Секции-64 ФМЖД согласно решению Генеральной Ассамблеи Секции-64 ФМЖД, которая состоялась 14 сентября 2012 года, в Евпатории, Украина.
После генеральной Ассамблеи ФМЖД, прошедшей 11 октября 2015 года в Измире, Турция, Секция-64 ФМЖД, представленная Международной федерацией шашек, вышла из состава ФМЖД и продолжила свою работу как самостоятельная организация под брендом Международной федерации шашек. Однако ФМЖД продолжает развивать шашки-64, для чего вновь были созданы две секции шашек-64: русских и бразильских. В результате и Секция-64 ФМЖД и IDF проводит свои турниры под названием Чемпионат Европы.

## Призёры
- чемпионат 2020 года из-за пандемии коронавируса переносится на 2021 год

### Классические шашки
| Год              | Место            | Золото             | Серебро             | Бронза                 |
| 2007             | Днепропетровск,  | Иван Токусаров     | Гаврил Колесов      | Валерий Гребёнкин      |
| 2008             | Челябинск,       | Александр Шварцман | Иван Токусаров      | Пётр Чернышёв          |
| 2010             | Солнечный берег, | Олег Дашков        | Михаил Фёдоров      | Николай Стручков       |
| 2012             | Суздаль,         | Андрей Валюк       | Владимир Егоров     | Евгений Кондраченко    |
| 2014             | Санкт-Петербург, | Игорь Михальченко  | Сергей Белошеев     | Дмитрий Цинман         |
| 2016 IDF         | Тбилиси,         | Николай Стручков   | Евгений Кондраченко | Владимир Егоров        |
| 2018 IDF         | Кранево,         | Игорь Михальченко  | Андрей Валюк        | Дмитрий Цинман         |
| 2019 FMJD        | Измир,           | Юрий Аникеев       | Николай Гуляев      | Сергей Белошеев        |
| 2021(браз.) FMJD | Каппадокия,      | Юрий Аникеев       | Александр Георгиев  | Феликс Шепель          |
| 2021 IDF         | Йыгева,          | Игорь Михальченко  | Александр Шварцман  | Арунас Норвайшас       |
| 2023 IDF         | Аланья,          | INA2 Роман Щукин   | INA1 Андрей Валюк   | INA1 Игорь Михальченко |
| 2025 IDF         | Кемер,           | Роман Щукин        | Игорь Михальченко   | Георгий Таранин        |

### Быстрые шашки
| Год              | Место            | Золото                 | Серебро             | Бронза             |
| 2010             | Солнечный берег, | Гаврил Колесов         | Сергей Белошеев     | Николай Стручков   |
| 2012             | Суздаль,         | Дмитрий Цинман         | Олег Дашков         | Михаил Горюнов     |
| 2014 (браз.)     | Санкт-Петербург, | Николай Стручков       | Дмитрий Цинман      | Николай Гермогенов |
| 2016 (браз.) IDF | Тбилиси,         | Игорь Михальченко      | Сергей Белошеев     | Гаврил Колесов     |
| 2018 (браз.) IDF | Кранево,         | Игорь Михальченко      | Евгений Кондраченко | Андрей Валюк       |
| 2019 FMJD        | Измир,           | Николай Гуляев         | Денис Шкатула       | Олег Дашков        |
| 2021 FMJD        | Каппадокия,      | Владимир Егоров        | Сергей Белошеев     | Юрий Аникеев       |
| 2021 (браз.) IDF | Йыгева,          | Александр Шварцман     | Алексей Домчев      | Игорь Михальченко  |
| 2023(браз.) IDF  | Аланья,          | INA1 Игорь Михальченко | INA1 Андрей Валюк   | INA2 Роман Щукин   |
| 2025(браз.) IDF  | Кемер,           | Артём Тихонов          | Роман Щукин         | Тимофей Проскурин  |

### Блиц
| Год       | Место            | Золото                 | Серебро              | Бронза             |
| 2007      | Днепропетровск,  | Владимир Скрабов       | Сергей Белошеев      | Олег Дашков        |
| 2008      | Челябинск,       | Олег Дашков            | Александр Шварцман   | Иван Токусаров     |
| 2010      | Солнечный берег, | Гаврил Колесов         | Муродулло Амриллаев  | Сергей Белошеев    |
| 2012      | Суздаль,         | Сергей Белошеев        | Муродулло Амриллаев  | Андрей Валюк       |
| 2014      | Санкт-Петербург, | Игорь Михальченко      | Гаврил Колесов       | Олег Дашков        |
| 2016 IDF  | Тбилиси,         | Игорь Михальченко      | Сергей Белошеев      | Николай Гуляев     |
| 2018 IDF  | Кранево,         | Арунас Норвайшас       | Дмитрий Цинман       | Андрей Валюк       |
| 2019 FMJD | Измир,           | Сергей Белошеев        | Владимир Егоров      | Олег Дашков        |
| 2021 FMJD | Каппадокия,      | Гаврил Колесов         | Феликс Шепель        | Олег Дашков        |
| 2021 IDF  | Йыгева,          | Игорь Михальченко      | Александр Шварцман   | Андрей Валюк       |
| 2023 IDF  | Аланья,          | INA1 Игорь Михальченко | INA2 Сергей Белошеев | INA1 Артём Тихонов |
| 2025 IDF  | Кемер,           | Игорь Михальченко      | Сергей Белошеев      | Роман Щукин        |